# Tour Initiale
Tour Initiale (dříve tour Nobel) je kancelářská budova v průmyslové čtvrti La Défense v Paříži. Se svojí výškou 105 m byla první kancelářskou budovou, která byla v této čtvrti postavena, dokončena byla v roce 1966. V roce 1988 byl interiér věže rekonstruován a stavba získala současný název.
Tour Initiale byla navržena architekty Jeanem de Mailly a Jacquesem Depussé. Skleněná fasáda, kterou navrhl Jean Prouvé, je vytvořena ze skla, které je v rozích zaobleno, zaoblené části byly dovezeny z USA.
Mezi lety 2006 a 2013 se plánuje kompletní rekonstrukce čtvrti La Défense a v prvním úseku rekonstrukcí se chystá i rekonstrukce této budovy.